# 兵隊やくざ 殴り込み
『兵隊やくざ 殴り込み』（へいたいやくざ なぐりこみ）は、大映が1967年9月15日に公開した日本映画、監督は田中徳三、シリーズ第7弾。

## キャスト
- 大宮貴三郎：勝新太郎
- 有田上等兵：田村高廣
- 明美：野川由美子
- さつき(女郎)：岩崎加根子
- 香月少尉：細川俊之
- 赤池曹長：南道郎
- 黒磯一等兵：丸井太郎
- 夕子(女郎)：三木本賀代
- 犬飼軍曹(班長)：守田学
- 柴口大尉(隊長)：戸田皓久
- 水巻一等兵：水島真哉
- 金村(あけぼの楼主人)：水原浩一
- 染谷伍長(分隊長)：伊達三郎
- 営倉看守の兵隊：橋本力
- 満人の若い妻：小林直美
- やり手姿さん：近江輝子
- 暗号兵：堀北幸夫
- 越川一
- 沖時男
- 浜田雄史
- 勝村淳
- 岩田正
- 福井隆次
- 志賀明
- 山岡鋭二郎
- 薮内武司
- 黒木現
- 西岡弘善
- 森内一夫
- 上原寛二
- 暁新二郎
- 戸村昌子
- 谷口和子
- 三藤頼枝
- 久本延子
- 東山照代
- 滝島准尉：小松方正
- 大淵大佐（連隊長）：稲葉義男
- 影沼少佐（副官）：安部徹

## スタッフ
- 監督：田中徳三
- 企画：久保寺生郎
- 原作：有馬頼義
- 脚本：笠原良三
- 東條正年
- 撮影：武田千吉郎
- 録音：奥村雅弘
- 照明：伊藤貞一
- 美術：下石坂成典
- 音楽：鏑木創
- 編集：山田弘
- 助監督：勝呂敦彦
- 制作主任：吉岡徹

## 同時上映
- 『海のGメン 太平洋の用心棒』: 田中重雄監督作品